# Carlos Menem Jr.
Carlos Saúl Facundo Menem Yoma (La Rioja, 23 de noviembre de 1968-San Nicolás de los Arroyos, 15 de marzo de 1995), también conocido como Carlos Menem Jr. fue un piloto de automovilismo argentino, hijo del expresidente de Argentina, Carlos Saúl Menem.

## Biografía
Sus padres fueron el expresidente Carlos Menem y Zulema Yoma. Tiene una hermana, Zulema María Eva, y dos medios hermanos: Carlos Nair Menem (1981) y Máximo Saúl Menem Bolocco (2003), hijos de su padre con Martha Meza y Cecilia Bolocco, respectivamente.

## Trayectoria
En sus comienzos, y de la mano de su padre, Carlos Menem, comenzó a correr en rally en 1987 a bordo de un Peugeot 504 que ya había utilizado anteriormente. Luego continuó su carrera a bordo de un Renault 18, y más adelante, a principios de la década de 1990, comenzó su carrera internacional a bordo de un Lancia Delta HF Integrale. Luego continuó corriendo con un Ford Escort Cosworth. No solo compitió a nivel nacional sino también internacional, en el PWRC.

## Fallecimiento

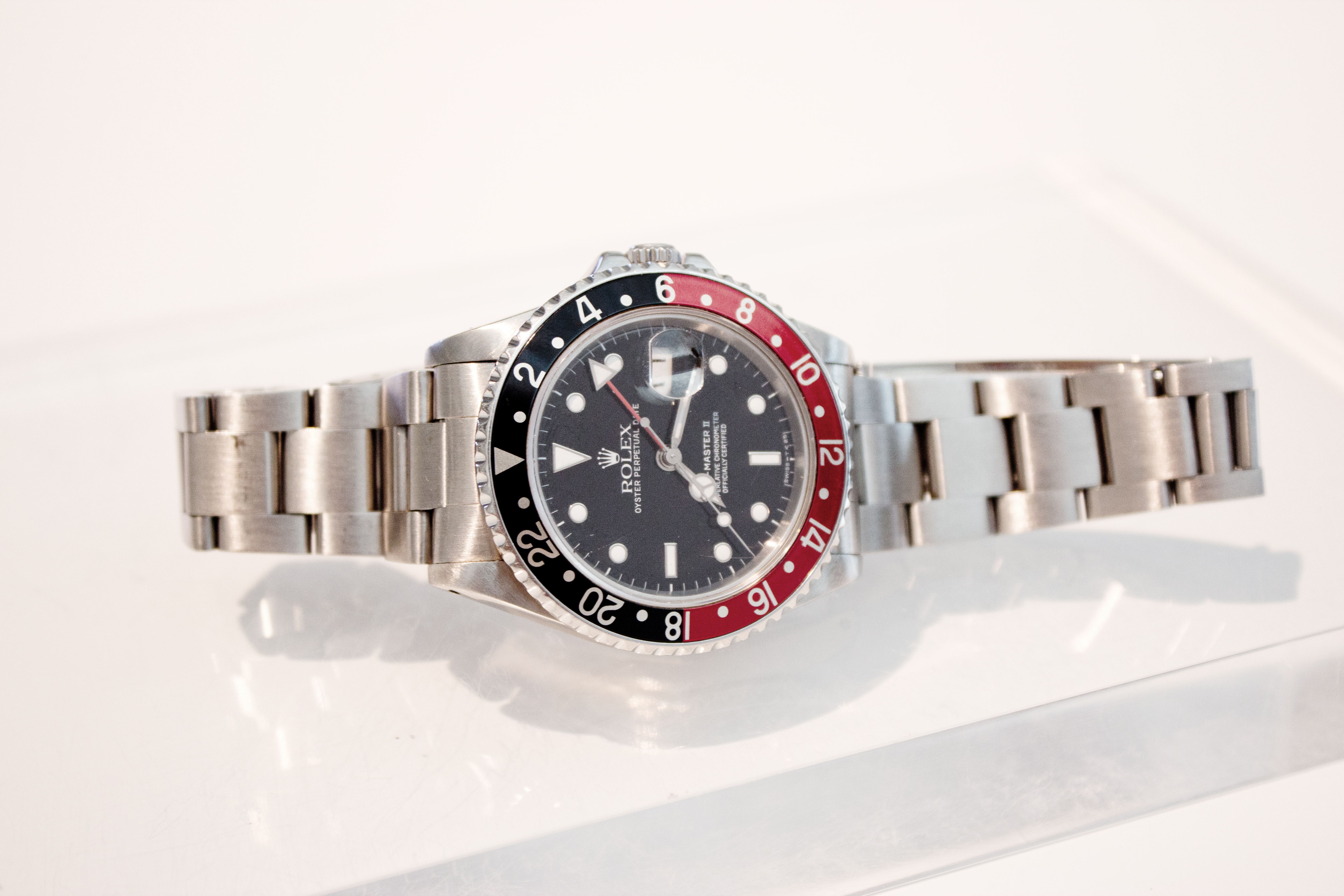
Reloj de Carlos Menem Jr. que llevaba puesto al momento del hecho. Tras su muerte, su padre usó el reloj y es actualmente exhibido en el Museo del Bicentenario.

El 15 de marzo de 1995 lo sorprendió la muerte, piloteando un helicóptero Bell 206 Jet Ranger en compañía de otro famoso piloto argentino, Silvio Oltra, tras haber caído la aeronave en que ambos viajaban. Se desconocen las causas concretas y las circunstancias del hecho que provocó el accidente. A pesar de que oficialmente se afirmó que el hecho constituía un mero accidente, su madre, la señora Zulema Fátima Yoma, ha manifestado que su muerte fue producto de un atentado criminal. Con todo, las circunstancias que rodearon el caso y el destino sufrido por algunos testigos y dos peritos (uno era miembro de la Fuerza Aérea Argentina y otro de la Gendarmería Nacional Argentina) de la causa judicial levantan un ceño de sospecha sobre los reales móviles del hecho.
La causa fue archivada el 16 de octubre de 1998 por el Juez Villafuerte Ruzo, al considerar que se trató de un accidente, pues la nave se estrelló luego de golpear con cables de alta tensión, pero ante el pedido de Zulema fue reconsiderada por la Corte Suprema que en abril de 2001 decidió rechazar el recurso para reabrirla.
En 2010 la causa fue reabierta. El 8 de julio de 2014 el expresidente Carlos Menem realizó una presentación por escrito en la que manifestó "Luego de indagar y estudiar los hechos y circunstancias que rodean la causa –aunque inicialmente no fue así- llegué a la conclusión de que la caída del helicóptero y la consecuente muerte de mi hijo, fue el resultado de un atentado".
Además de Zulema Yoma, varios sectores de la opinión pública también sospechan que no se trató de un accidente como se insistió en un principio, sino de un posible ajuste de cuentas o venganza por acuerdos político-mafiosos no cumplidos basados en: que el desguace del helicóptero se hizo inmediatamente sin posibilidad de un nuevo peritaje, que se produjeron varias muertes por asesinato o causas poco claras de 14 personas relacionadas con la investigación (entre testigos, investigadores y peritos)  y la falta de medidas concretas por parte del gobierno para esclarecer el caso.